# مغامرات فلاب جاك
مغامرات فلاب جاك (بالإنجليزية : The Marvelous Misadventures of Flapjack ذا مارفلوس مسأدفنتشرز أوف فلاب جاك) هو مسلسل رسوم متحركة أمريكي من تأليف ثروب فان أورمان لقناة كرتون نتورك عرض من 5 يونيو 2008 وانتهى في 31 أغسطس 2010.

## قصةالمسلسل
فلاب جاك هو فتى صغير لطيف الشكل يعيش على ميناء وقد ربته حوت اسمها بابي، ولكن يلتقى بكابتن كناكلس وهو يعرفه على المغامرات ويقنعه بذلك وتستمر الحكاية، في مغامرات فلاب جاك وكابتن كناكلس.

## الشخصيات
فلاب جاك : هو ولد محب للإثارة والمغامرة تربى على يد بابي الحوت المتكلم. رغم إنذاراتها لفلابجاك إلا أنه ارتبط وجدانيا" بقصص كنوكلز وركز على مرماه في أن يصبح مغامرًا حقيقيًا.
بوبي : هي أنثى حوت العنبر وهي مثل أم فلاب جاك وهي دائما ما تتتصارع مع كابتن كنوكلز
كابتن كنوكلز : كنيوكلز هو بحار عجوز جرفته الأمواج ويدعي أنه أعظم قرصان عرفه العالم. وعادة ما يزيد في سرد أروع حكايات مغامراته حيث تستولي أطياف أعالي البحار على عقل فلابجاك الهائم.
بابى : تمثل بابي أما بالغة الحرص على فلابجاك. إنها تفضل الأمن الذي يمتاز به ميناء ستورمالونج على مخاطر البحار المفتوحة لكنها دائمًا ما تبقى هناك من أجل فلابجاك وتسانده مهما كان نوع المشكلة التي قد يورطه فيها كنوكلز.
بيبرمينت-لاري : بيبرمينت لاري هو مالك برميل الحلوى الصدوق. إنه الشخص الوحيد الذي يمكنه تلبية رغبة أبطالنا الشديدة في تناول الحلوى. عندما لا يكن لديهم ما يكفي من النقود لشراء الحلوى يقوم لاري بإطعامهم القرائن الخائنة لجزيرة الحلوى.
ويلي-ذو-الأذرع-الثمانية : هو أخطر المخلوقات في عالم أعالي البحار وويلي ذو الأذرع الثمانية هو وحش بحري ساحق للعظام يمتاز بشهيته العظيمة في التقاط الحيتان والمغامرين وخاصة قاطني جزيرة كاندي. إنه الند الرئيسي لأبطالنا للاستيلاء على جزيرة كانديد.
دوك هاج : إنها العجوز الشمطاء البائسة التي تقوم بتشغيل حوض السفن التابع لميناء ستورمالونج. تستخدم دوك هاج في الغالب أسلوبًا صوفيًا لتحرير التذاكر. وتذكرتها المفضلة تكون مقابل ترك الحيتان في الماء دون مراقبة.
http://www.cartoonnetworkarabic.com/show/flapjack/characters/دوك-هاج

## الأصوات
- إسماعيل نعنوع - الكابتن كيناكلز
- عبدو حكيم - فلاب جاك
- جمانة الزنجي - بابي
- جيل يوسف - بابيرمنت لاري
- جورج دياب
- حسان حمدان
- إبراهيم ماضي
- بيان أبو شقرا
- سيلينا شويري
- رالين داغر
- ريتشارد يني
- ناجي شامل

## وصلات خارجية
- مغامرات فلاب جاك على موقع IMDb (الإنجليزية)
- مغامرات فلاب جاك على موقع ميتاكريتيك (الإنجليزية)
- مغامرات فلاب جاك على موقع روتن توميتوز (الإنجليزية)
- مغامرات فلاب جاك على موقع ميوزك برينز (الإنجليزية)
- مغامرات فلاب جاك على موقع ميوزك برينز (الإنجليزية)
- مغامرات فلاب جاك على موقع كينوبويسك (الروسية)
- مغامرات فلاب جاك على موقع ألو سيني (الفرنسية)
- مغامرات فلاب جاك على موقع قاعدة بيانات الفيلم (الإنجليزية)